# Fernando Padilla
Fernando Padilla (Ciudad Juárez, Chihuahua; 15 de diciembre de 1996) es un artista marcial mixto mexicano que compite en la división de peso pluma del Ultimate Fighting Championship.

## Carrera de artes marciales mixtas

### Carrera temprana
Padilla comenzó su carrera profesional en abril de 2015, consiguiendo un invicto de 5-0 (incluyendo una duología contra Kaleb Gonzales) antes de caer derrotado en marzo de 2017 por Dan Ige en un evento de Cage Fury Championships.
Durante los siguientes cuatro años, Padilla estuvo compitiendo por distintas promociones, entre ellas Legacy Fighting Alliance y King of the Cage, en las que sumó 7 victorias y 3 derrotas.
El 21 de marzo de 2021 en Fury FC 49, Padilla venció por nocaut técnico a Cameron Graves tras un rodillazo en el segundo asalto coronándose como campeón de Fury FC. La pelea sería su última antes de firmar con UFC dos años después.

### Ultimate Fighting Championship
Padilla hizo su debut promocional contra Julian Erosa el 29 de abril de 2023 en UFC on ESPN 45. Ganó la pelea por nocaut técnico en el primer asalto.
Padilla se enfrentó a Kyle Nelson el 16 de septiembre de 2023 en UFC Fight Night 227. Perdió la pelea por decisión unánime.
Padilla se enfrentó a Luis Pajuelo el 23 de marzo de 2024 en UFC on ESPN 53. Ganó la pelea por sumisión con un brabo choke en el primer asalto. Esta victoria le valió el premio a la Actuación de la Noche.
Padilla se enfrentó a Sean Woodson el 14 de diciembre de 2024 en UFC on ESPN 63. Perdió la pelea por nocaut técnico en el primer asalto.

## Campeonatos y logros
- Fury Fighting Championships
  - Campeonato de Peso Pluma de Fury FC.

- Ultimate Fighting Championship
  - Actuación de la Noche (una vez) vs. Luis Pajuelo.[7]

## Récord en artes marciales mixtas
| Récord profesional | Récord profesional | Récord profesional |
| 22 peleas          | 16 victorias       | 6 derrotas         |
| ------------------ | ------------------ | ------------------ |
| Nocaut             | 5                  | 1                  |
| Sumisión           | 9                  | 0                  |
| Decisión           | 2                  | 5                  |

| Resultado | Récord | Oponente               | Método                     | Evento                                   | Fecha                    | Ronda | Tiempo | Localización              | Notas                                 |
| --------- | ------ | ---------------------- | -------------------------- | ---------------------------------------- | ------------------------ | ----- | ------ | ------------------------- | ------------------------------------- |
| Derrota   | 16–6   | Sean Woodson           | TKO (golpes)               | UFC on ESPN: Covington vs. Buckley       | 14 de diciembre de 2024  | 1     | 4:58   | Tampa, Florida            |                                       |
| Victoria  | 16–5   | Luis Pajuelo           | Sumisión (brabo choke)     | UFC on ESPN: Ribas vs. Namajunas         | 23 de marzo de 2024      | 1     | 2:45   | Las Vegas, Nevada         | Actuación de la Noche.                |
| Derrota   | 15–5   | Kyle Nelson            | Decisión (unánime)         | UFC Fight Night: Grasso vs. Shevchenko 2 | 16 de septiembre de 2023 | 3     | 5:00   | Las Vegas, Nevada         |                                       |
| Victoria  | 15–4   | Julian Erosa           | TKO (golpes)               | UFC on ESPN: Song vs. Simón              | 29 de abril de 2023      | 1     | 1:41   | Las Vegas, Nevada         |                                       |
| Victoria  | 14–4   | Cameron Graves         | TKO (rodillazo)            | Fury FC 46                               | 16 de mayo de 2021       | 2     | 1:19   | Texas                     | Ganó el Campeonato Peso Pluma de FFC. |
| Victoria  | 13–4   | Nate Richardson        | Decisión (dividida)        | LFA 99                                   | 12 de febrero de 2021    | 3     | 5:00   | Park City                 |                                       |
| Derrota   | 12–4   | Spike Carlyle          | Decisión (unánime)         | CXF 17                                   | 9 de marzo de 2019       | 3     | 5:00   | Los Ángeles               |                                       |
| Victoria  | 12–3   | Donald Sanchez         | TKO (golpes)               | LFA 58                                   | 25 de enero de 2019      | 2     | 1:27   | Albuquerque, Nuevo México |                                       |
| Victoria  | 11–3   | Fard Muhammad          | Sumisión (triangle choke)  | KOTC - 20th Anniversary                  | 27 de octubre de 2018    | 3     | 1:19   | Ontario, California       |                                       |
| Derrota   | 10–3   | Kurt Kinser            | Decisión (dividida)        | KOTC - Under Siege                       | 4 de mayo de 2018        | 3     | 5:00   | Alpine, California        |                                       |
| Derrota   | 10–2   | Talison Soares Costa   | Decisión (unánime)         | LFA 30                                   | 12 de enero de 2018      | 3     | 5:00   | Costa Mesa, California    |                                       |
| Victoria  | 10–1   | Jeff Mesa              | TKO (golpes)               | Mid-Pacific Championships 5              | 18 de noviembre de 2017  | 1     | 3:36   | Honolulu, Hawái           |                                       |
| Victoria  | 9–1    | Darrick Minner         | Sumisión (triangle armbar) | LFA 25                                   | 20 de octubre de 2017    | 1     | 3:10   | Omaha, Nebraska           |                                       |
| Victoria  | 8–1    | Ryan Fillingame        | KO (golpe)                 | KOTC - Never Quit                        | 2 de septiembre de 2017  | 1     | 0:35   | Ontario, California       |                                       |
| Victoria  | 7–1    | Sergio Perez           | Sumisión (armbar)          | CXF 9 - Cali Kings                       | 19 de agosto de 2017     | 1     | 1:21   | Los Ángeles, California   |                                       |
| Derrota   | 6–1    | Dan Ige                | Decisión (unánime)         | CFFC 64                                  | 25 de marzo de 2017      | 3     | 5:00   | San Diego, California     |                                       |
| Victoria  | 6–0    | Edgar Diaz Guzman      | Sumisión (triangle choke)  | Combate Extremo - Nino vs. Loco          | 18 de noviembre de 2016  | 1     | 1:12   | Monterrey                 |                                       |
| Victoria  | 5–0    | Keni Harrison          | Sumisión (armbar)          | RC 5 - Red Cage 5                        | 11 de enero de 2016      | 0     | 0:44   | Chihuahua                 |                                       |
| Victoria  | 4–0    | Kaleb Gonzales         | Sumisión (armbar)          | RC 2 - Red Cage 2                        | 19 de diciembre de 2015  | 1     | 0:00   | Chihuahua                 |                                       |
| Victoria  | 3–0    | Kaleb Gonzales         | Sumisión (triangle choke)  | MMA Revolution: Iron Kick vs. Red Cage   | 20 de noviembre de 2015  | 1     | 2:50   | Durango                   |                                       |
| Victoria  | 2–0    | Jose Landeros Gonzalez | Sumisión (armbar)          | RC 1 - Red Cage 1                        | 15 de agosto de 2015     | 1     | 2:03   | Chihuahua                 |                                       |
| Victoria  | 1–0    | Carlos Rivera          | Decisión (unánime)         | WBG 8                                    | 18 de abril de 2015      | 3     | 5:00   | Chihuahua                 |                                       |